# Eddie Bernice Johnson
Pour les articles homonymes, voir Johnson.
Eddie Bernice Johnson, née le 3 décembre 1935 à Waco (Texas) et morte le 31 décembre 2023, est une femme politique américaine, élue démocrate du Texas à la Chambre des représentants des États-Unis de 1993 à 2023.

## Biographie
Eddie Bernice Johnson est originaire de Waco, au Texas. Elle étudie à l'université Notre-Dame, à l'université chrétienne du Texas et à l'université méthodiste du Sud. Elle devient infirmière et psychothérapeute
.
Elle est élue à la Chambre des représentants du Texas de 1972 à 1977. Elle est ensuite administratrice au département de la Santé, de l'Éducation et des Services sociaux, avant d'entrer au Sénat du Texas en 1986.
En 1992, elle est élue à la Chambre des représentants des États-Unis dans le 30e district du Texas avec 71,5 % des voix, devant la républicaine Lucy Cain. Elle est depuis réélue tous les deux ans avec plus de 70 % des suffrages (sauf en 1996, où elle obtient 54,6 % des voix devant plusieurs candidats républicains et démocrates).
Début 2019, elle est nommée présidente du Comité des sciences, de l'espace et des technologies de la Chambre des représentants.